# USS LST-50
O USS LST-50 foi um navio de guerra norte-americano da classe LST que operou durante a Segunda Guerra Mundial.